# Washington County (Maryland)

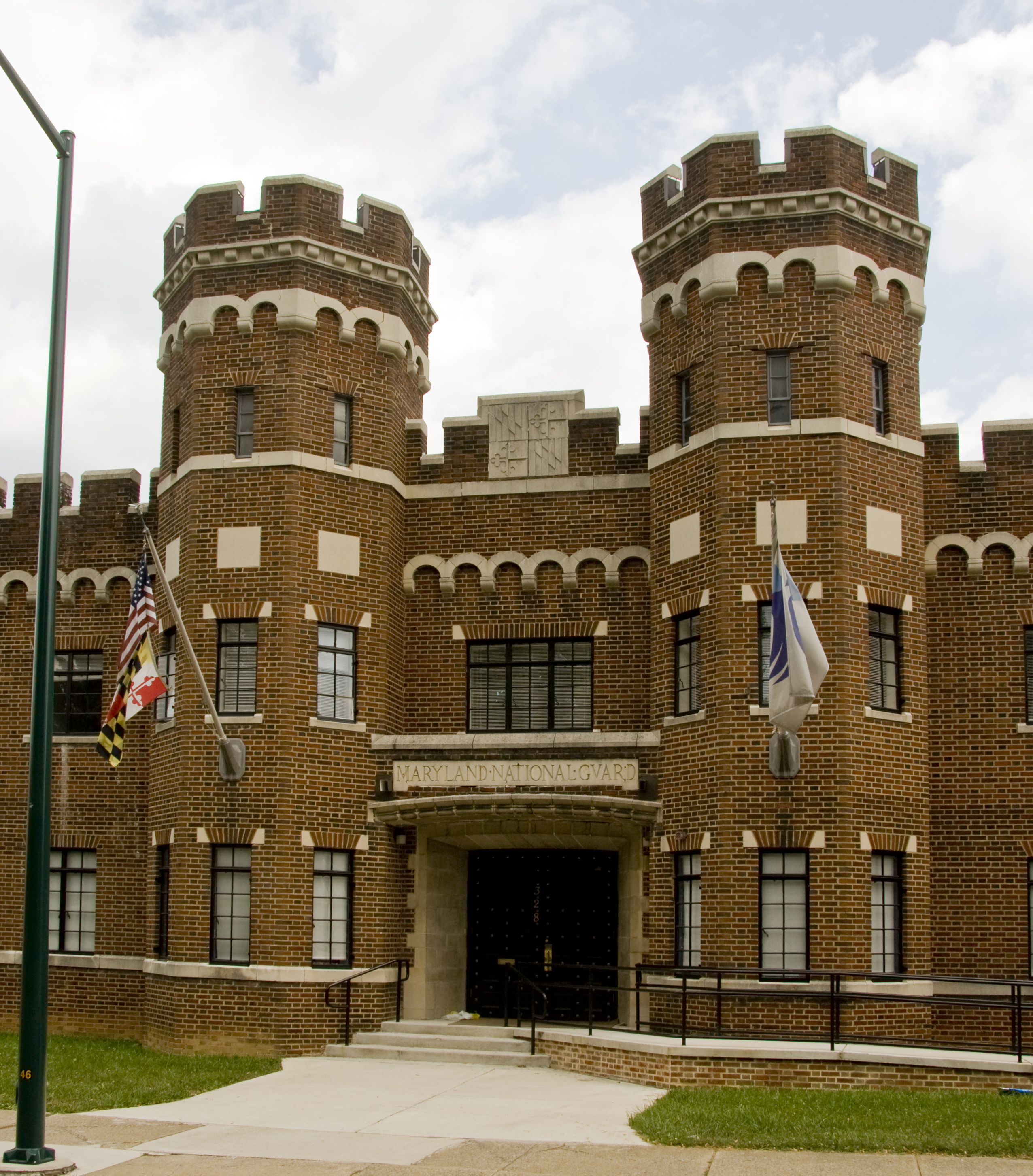
Hagerstown Armory, seit 1985 im NRHP gelistet

Das Washington County ist ein County im US-Bundesstaat Maryland. Der Verwaltungssitz (County Seat) ist Hagerstown. Bei der Volkszählung im Jahr 2020 hatte das County 154.705 Einwohner und eine Bevölkerungsdichte von 130 Einwohnern pro Quadratkilometer.

## Geographie
Das County wird im Norden durch die Mason-Dixon-Linie von Pennsylvania getrennt. Im Süden bildet der Potomac River die Grenze zu West Virginia und Virginia. Das Washington County hat eine Fläche von 1211 Quadratkilometern; davon sind 24 Quadratkilometer (2,01 Prozent) Wasserflächen. Es grenzt an folgende Countys:
| Fulton County (Pennsylvania)  |                                                                   | Franklin County (Pennsylvania) |
| Allegany County               |                                                                   | Frederick County               |
| Morgan County (West Virginia) | Berkeley County (West Virginia), Jefferson County (West Virginia) | Loudoun County (Virginia)      |

### Schutzgebiete
- Antietam National Battlefield
- Appalachian National Scenic Trail
- Chesapeake and Ohio Canal National Historical Park
- Fort Frederick State Park
- Fort Tonoloway State Park
- Gathland State Park
- Greenbrier State Park
- Harpers Ferry National Historical Park
- South Mountain State Park
- Washington Monument State Park

## Geschichte

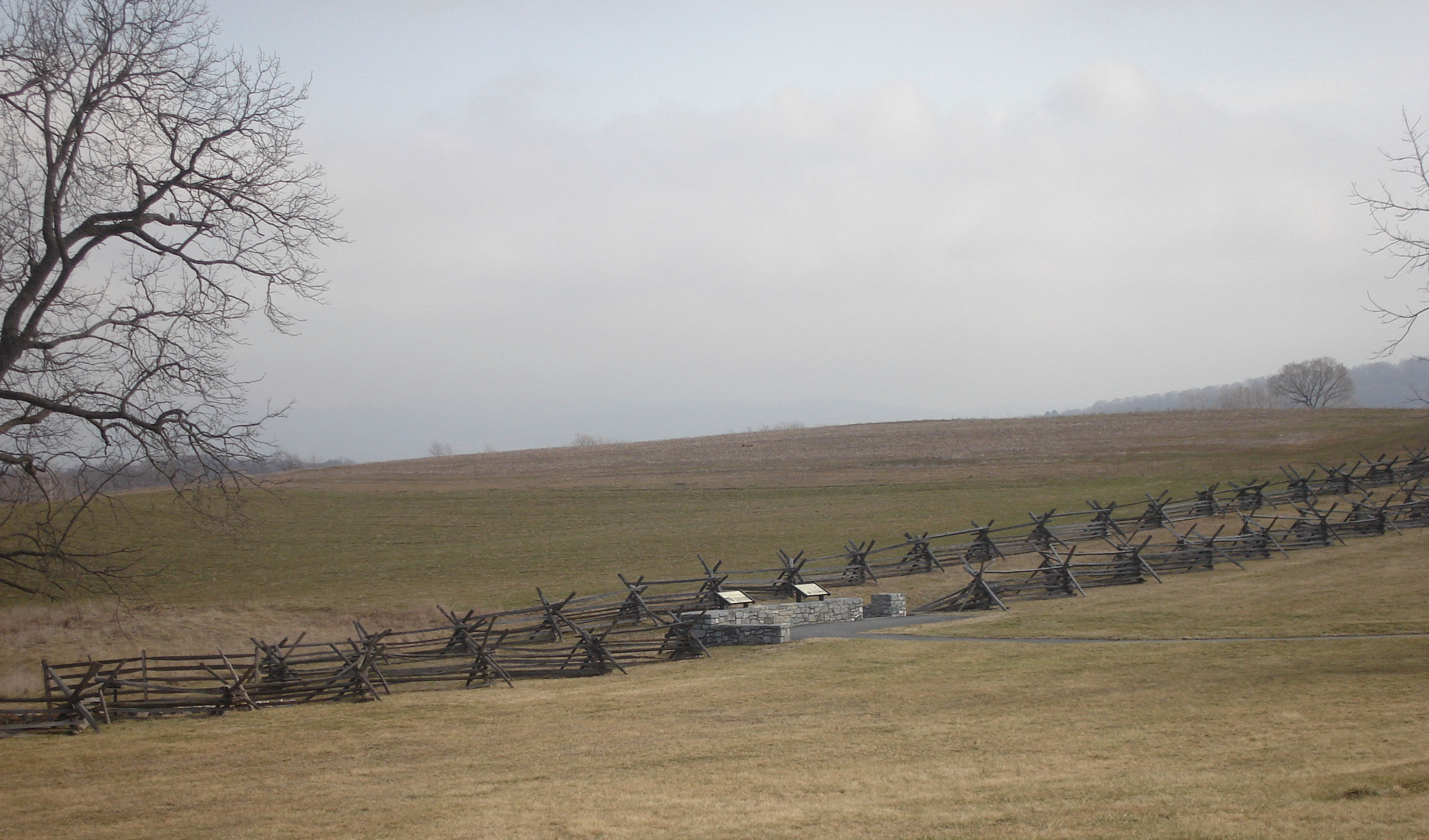
Antietam National Battlefield, seit 1966 im NRHP gelistet

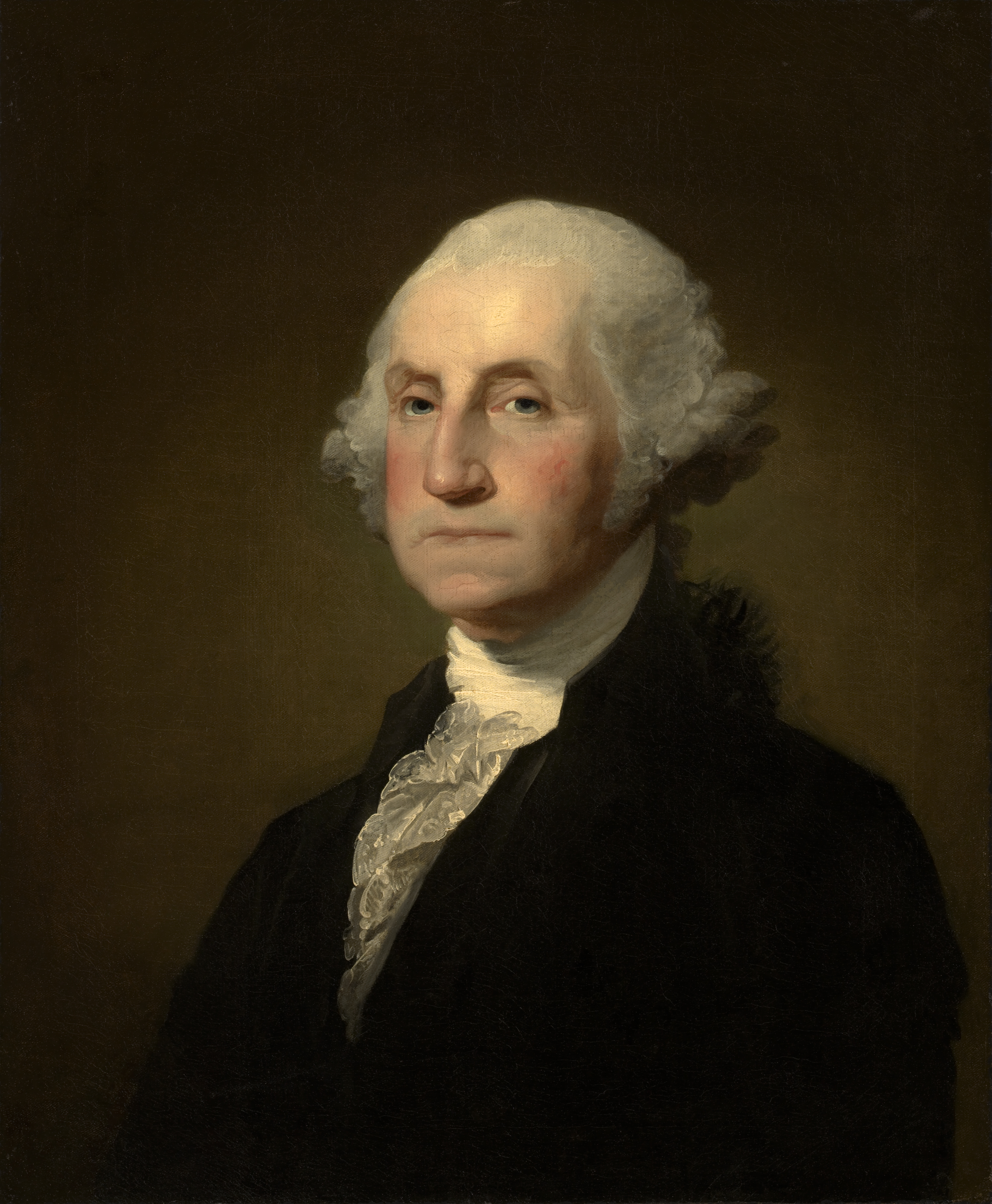
Washington

Das Washington County wurde 1776 aus dem Prince George’s County gebildet. Benannt wurde es nach George Washington (1732–1799), dem ersten Präsidenten der Vereinigten Staaten.
1789 wurde das Allegany County ausgegliedert.
1862 ereignete sich mit der Schlacht am Antietam bei Sharpsburg eine der verlustreichsten Schlachten des Amerikanischen Bürgerkrieges.

Zwei Stätten im Washington County haben aufgrund ihrer geschichtlichen Bedeutung den Status einer National Historic Landmark, die koloniale Befestigungsanlage Fort Frederick und das Hauptquartier von John Brown, die Kennedy Farm. 97 Bauwerke und Stätten des Countys sind insgesamt im National Register of Historic Places eingetragen (Stand 15. November 2017).

## Demografische Daten

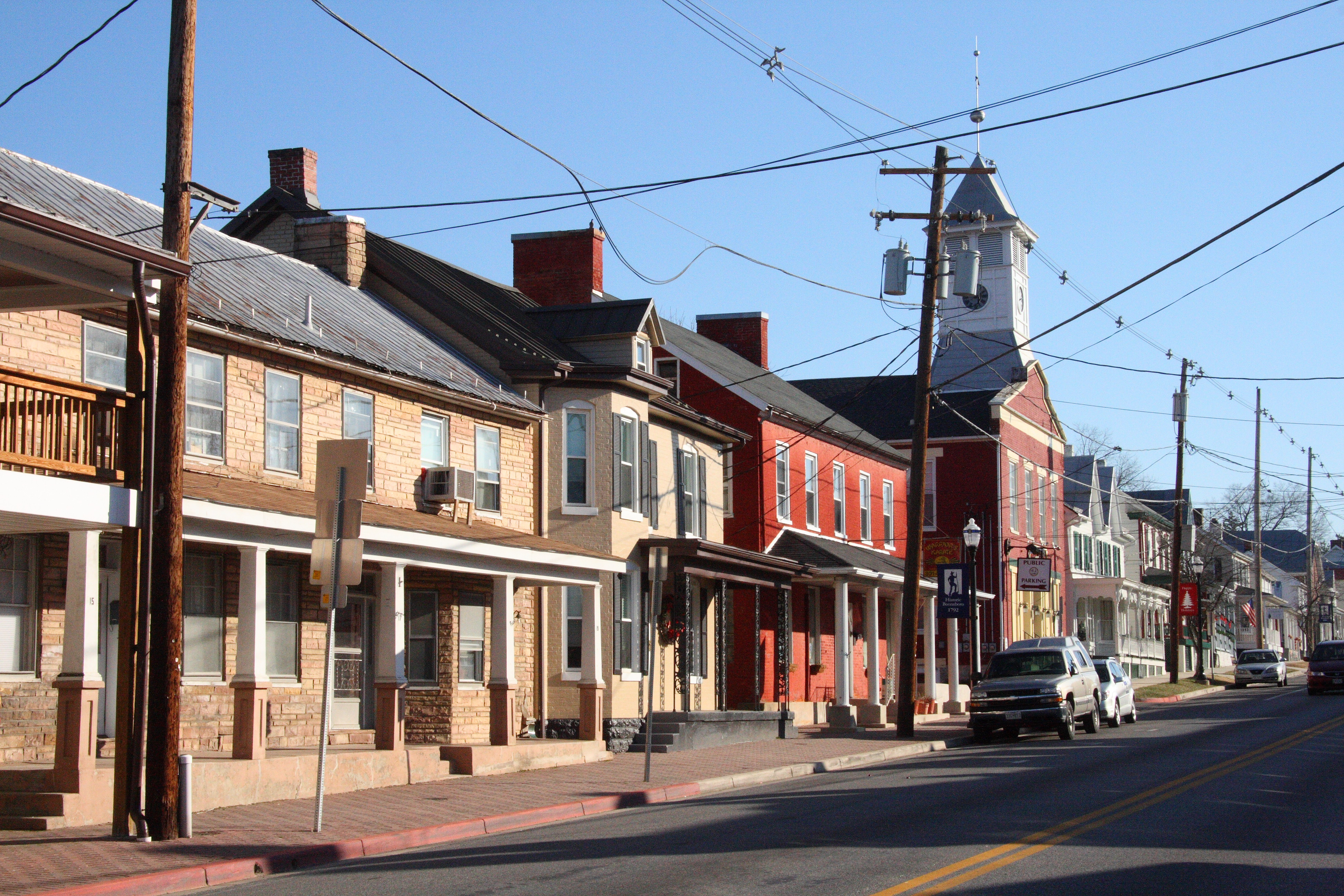
Downtown Boonsboro, seit 2005 im NRHP gelistet

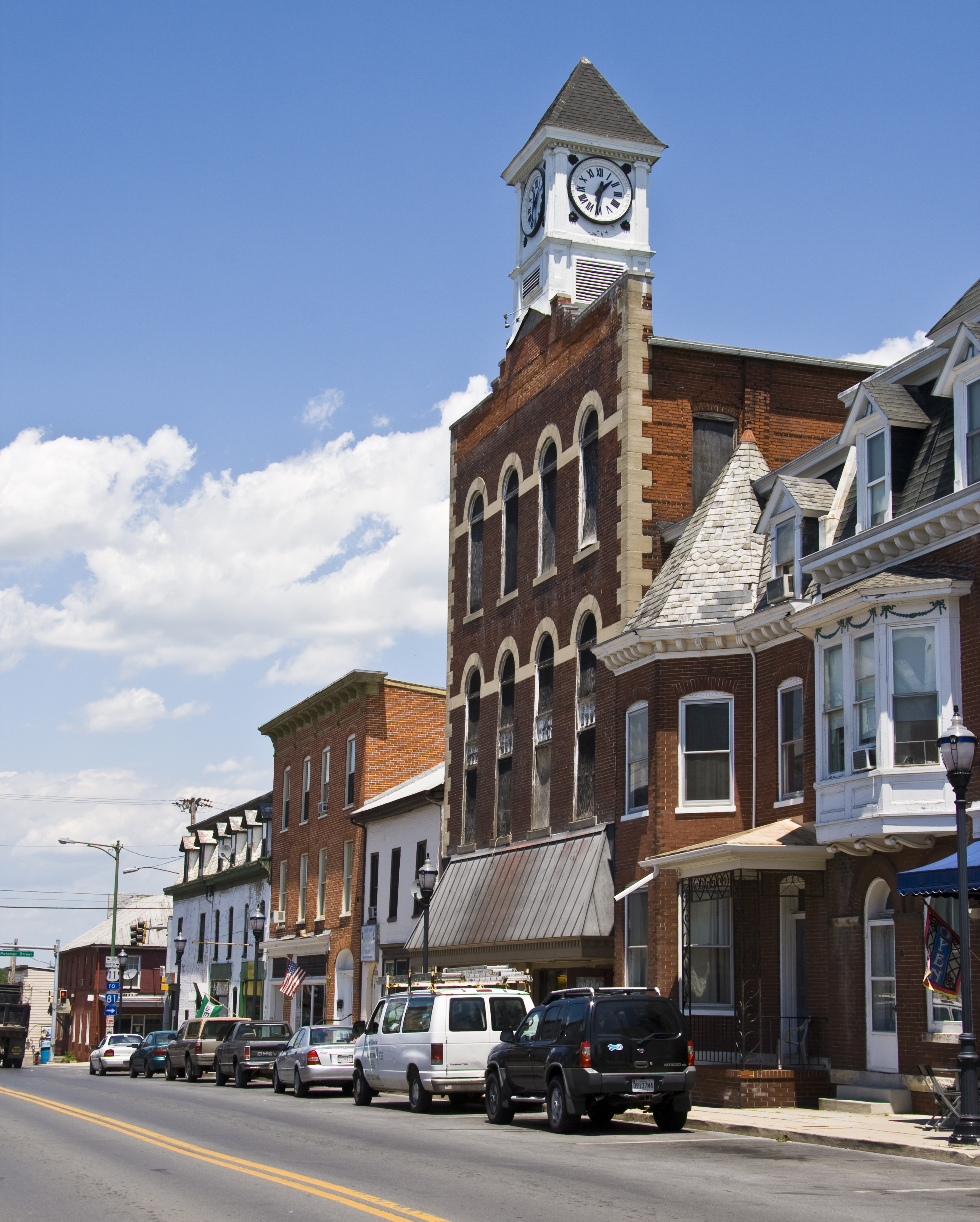
Die historische Altstadt von Williamsport, seit 2001 im NRHP gelistet

Alterspyramide des Washington Countys (Stand: 2000)

Nach der Volkszählung im Jahr 2010 lebten im Washington County 147.430 Menschen in 55,524 Haushalten. Die Bevölkerungsdichte betrug 124,2 Einwohner pro Quadratkilometer. In den 55,524 Haushalten lebten statistisch je 2,47 Personen.
Ethnisch betrachtet setzte sich die Bevölkerung zusammen aus 85,1 Prozent Weißen, 9,6 Prozent Afroamerikanern, 0,2 Prozent amerikanischen Ureinwohnern, 1,4 Prozent Asiaten sowie aus anderen ethnischen Gruppen; 2,6 Prozent stammten von zwei oder mehr Ethnien ab. Unabhängig von der ethnischen Zugehörigkeit waren 3,5 Prozent der Bevölkerung spanischer oder lateinamerikanischer Abstammung.
22,9 Prozent der Bevölkerung waren unter 18 Jahre alt, 62,8 Prozent waren zwischen 18 und 64 und 14,3 Prozent waren 65 Jahre oder älter. 49,2 Prozent der Bevölkerung war weiblich.

Das jährliche Durchschnittseinkommen eines Haushalts lag bei 48.883 USD. Das Prokopfeinkommen betrug 26.802 USD. 12,4 Prozent der Einwohner lebten unterhalb der Armutsgrenze.

## Städte und Gemeinden
City
- Hagerstown

Towns
| - Boonsboro - Clear Spring - Funkstown - Hancock | - Keedysville - Sharpsburg - Smithsburg - Williamsport |

Census-designated places (CDP)
| - Cavetown - Chewsville - Fort Ritchie - Fountainhead-Orchard Hills | - Halfway - Highfield-Cascade - Leitersburg - Maugansville | - Mount Aetna - Mount Lena - Paramount-Long Meadow - Robinwood | - Rohrersville - Saint James - San Mar - Wilson-Conococheague |